# Padilla (ópera)
Padilla o El asedio de Medina es el drama lírico en dos actos y tres cuadros con música de Joaquin Espin y Guillen y libreto de Gregorio Romero Larrañaga. Se estrenó el 1845 en el Teatro del Circo.
- Datos: Q15632389
- Multimedia: Padilla (opera) / Q15632389